# نفقات عامة (أعمال)
في عالم الأعمال يُشير مصطلح النفقات العامة أو المصاريف العامة إلى المصاريف الجارية لتسيير الأعمال. النفقات العامة هي التكاليف التي لا يمكن تتبعها أو تحديدها بسهولة ضمن أية فئة تكاليف معينة، على عكس مصاريف التشغيل مثل المواد الخام والعمالة. لذلك لا يمكن ربط النفقات العامة بشكل مباشر بالمنتجات أو الخدمات التي تُقدم، وبالتالي فهي لا تدر أرباحاً مباشرة. ومع ذلك فالنفقات العامة جوهرية لتسيير الأعمال، إذ أنها توفر الدعم الأساسي للعمل بهدف استمرارية الأنشطة التي تعود بالربح. على سبيل المثال تتيح النفقات العامة –مثل إيجار المصنع– للعمال تصنيع المنتجات التي يمكن بيعها بعد ذلك لتحقيق ربح. تُدفع هذه المصاريف للإنتاج بشكل عام وليس لأمر عمل بحد ذاته؛ مثل الأجور المدفوعة لموظفي المراقبة والأقسام ومصاريف التدفئة والإضاءة للمصنع إلخ.
وترتبط النفقات العامة غالباً بمفاهيم محاسبية مثل التكاليف الثابتة والتكاليف غير المباشرة.
وذلك يعني أن النفقات العامة هي جميع التكاليف ضمن بيان الدخل باستثناء العمالة المباشرة والمواد والمصروفات المباشرة. أي أنها تشمل الرسوم المحاسبية، والإعلانات، والتأمين، والفوائد، والرسوم القانونية، وعبء العمل، والإيجار، والإصلاحات، واللوازم، والضرائب، وفواتير الهاتف، ونفقات السفر، والمرافق. كما أن هناك نوعين أساسيين من النفقات العامة للأعمال: النفقات الإدارية العامة ونفقات التصنيع العامة.

## النفقات الإدارية العامة
تتضمن النفقات الإدارية العامة عناصر مثل المرافق والتخطيط الاستراتيجي ووظائف الدعم المختلفة. كما يُنظر لهذه التكاليف على أنها نفقات عامة لحقيقة أنها غير مرتبطة بشكل مباشر بأية وظيفة معينة للمنظمة ولا تؤدي مباشرةً إلى تحقيق أي أرباح. بل تأخذ هذه التكاليف ببساطة دور دعم جميع وظائف الأعمال الأخرى.
تفرض الجامعات بشكل منتظم نسبة نفقات إدارية عامة على الأبحاث. في الولايات المتحدة يبلغ متوسط معدل النفقات العامة 52٪، وتُنفق هذه المبالغ على تشغيل المباني والرواتب الإدارية وغيرها من المجالات التي لا ترتبط مباشرة بالبحث. وقد عارض الأكاديميون هذه الاتهامات. على سبيل المثال، أوضح بنيامين غينسبرغ في كتابه «سقوط الكلية» كيف تُستخدم معدلات النفقات العامة في المقام الأول لدعم تضخم الرواتب الإدارية واستهلاك الأبنية، وكلاهما لا يفيدان الأبحاث بشكل مباشر، على الرغم من أن هذه النفقات تُفيد المسؤولين الذين يحددون سياسة الجامعة. كما جادل جوشوا بيرس في مقال له في العلوم أن ممارسات محاسبة النفقات العامة تؤذي العلم عن طريق إزالة التمويل الخاص بالأبحاث وعدم تشجيع استخدام الأجهزة مفتوحة المصدر الأقل تكلفة. وتحدث بإسهاب في موقع «زي مي إي ساينس» حول المحاسبة وأوضح كيف تُهدر الملايين كل عام على النفقات العامة من قبل الإداريين في الجامعة.

### أمثلة

#### رواتب الموظفين
وتشمل بشكل أساسي الرواتب الشهرية والسنوية المتفق عليها. وتعتبر نفقات عامة بسبب دفع هذه التكاليف بغض النظر عن مبيعات الشركة وأرباحها. بالإضافة إلى ذلك يختلف الراتب عن الأجر، لأن الراتب لا يتأثر بساعات العمل والوقت، وبالتالي يبقى ثابتاً. وينطبق هذا بشكل خاص على كبار الموظفين لأنهم يوقعون عقود عمل لفترات أطول مما يجعل رواتبهم محددة بشكل مسبق.

#### المعدات واللوازم المكتبية
تتضمن المعدات المكتبية مثلًا الطابعة وجهاز الفاكس وأجهزة الحاسوب والثلاجة، إلخ. وهي تجهيزات لا تؤدي إلى المبيعات والأرباح لأن استخدامها يقتصر على دعم المهمات التي يمكنها أن تقود إلى العمليات التجارية. رغم ذلك، يمكن أن تتنوع المعدات بين النفقات الإدارية العامة ونفقات التصنيع العامة استناداً إلى الغرض الذي تستخدم من أجله هذه المعدات. على سبيل المثال، بالنسبة لشركة طباعة سوف تعتبر الطابعة من نفقات التصنيع العامة.

#### الرسوم القانونية ومراجعة الحسابات الخارجية
وهذا يشمل تكلفة التعاقد مع شركات خارجية ومراجعة الحسابات نيابة عن الشركة. ولن ينطبق هذا في حال كان لدى الشركة محامون داخليون وخطط تدقيق. نظراً للوائح والمراجعات السنوية اللازمة لضمان بيئة عمل مناسبة، ولا يمكن تجنب هذه التكاليف في كثير من الأحيان. وهذه التكاليف لا تسهم بالضرورة بشكل مباشر في المبيعات، لذا تعتبر نفقات غير مباشرة. على الرغم من ضرورة هذه التكاليف في معظم الحالات لكن يمكن تجنبها أو تخفيضها في بعض الأحيان.

#### سيارات الشركة
تُتيح العديد من الشركات استخدام سيارات الشركة كنوع من الحوافز لموظفيها. ولا تساهم هذه السيارات بشكل مباشر في المبيعات والأرباح، فهي تعتبر نفقات عامة. امتيازات الشركة المماثلة التي يتم دفعها لمرة واحدة أو بشكل ثابت مثل رسوم عقد الشريك مع صالة الألعاب الرياضية ستقع أيضاً تحت بند النفقات الإدارية العامة.

#### تكاليف السفر والترفيه
هذا يشمل رحلات العمل والترتيبات التي تدفعها الشركة. بالإضافة إلى المشروبات والوجبات ورسوم الترفيه خلال اجتماعات الشركة. على الرغم من أن هذه التكاليف تحفز العمال على أن يصبحوا أكثر إنتاجية وكفاءة، إلا أن غالبية الاقتصاديين يتفقون على أنها لا تسهم بشكل مباشر في المبيعات والأرباح، وبالتالي يجب تصنيفها ضمن النفقات الإدارية العامة. بغض النظر عن أن هذه التكاليف تحدث بشكل دوري وأحياناً دون تحضير مسبق، إلا أنها عادةً ما تكون مدفوعات لمرة واحدة ويُتوقع أن تكون ضمن ميزانية الشركة للسفر والترفيه.

## نفقات التصنيع العامة
النفقات العامة للتصنيع هي جميع التكاليف التي يتحملها نشاط تجاري داخل النظام الأساسي الفعلي الذي يتم فيه إنشاء المنتج أو الخدمة. أما الفرق بين النفقات العامة للتصنيع والنفقات الإدارية العامة هو أن النفقات العامة للتصنيع فهي التي تحدث داخل مصنع أو مكتب تجري فيه عملية البيع. في حين تحدث النفقات الإدارية العامة عادةً ضمن ما يُعدّ مكاتباً خلفية أو مكاتب دعم. على الرغم من تداخل المبنيين في بعض الحالات، لكن ما يبين الفرق بينهما هو طريقة استخدام النفقات العامة.

### أمثلة

#### رواتب الموظفين
على الرغم من أن المفهوم العام مطابق للمثال الموجود تحت بند النفقات الإدارية العامة، إلا أن الاختلاف الرئيسي هو دور الموظف. في حالة النفقات العامة للتصنيع، ستكون مهمات الموظفين مثل موظفي الصيانة ومديري التصنيع وموظفي إدارة المواد وموظفي مراقبة الجودة. وسوف تشمل أيضاً الأجور المحددة لموظفي الحراسة. لذا يكمن الاختلاف الرئيسي في طبيعة وظائفهم والموقع المادي الذي يمارسون فيه وظائفهم.

#### انخفاض قيمة الأصول والمعدات
يشير هذا إلى انخفاض قيمة المعدات، حيث تصبح قديمة وغير قابلة للاستخدام. على سبيل المثال، إذا كان عمر الطابعة المحتمل هو 5 سنوات، فإن المبلغ الذي يمكن بيعها لقاءه سينخفض كل عام. لذلك تُحسب هذه القيمة في الاستهلاك على أنها تكاليف التصنيع العامة. كما ينطبق هذا أيضاً على السيارات لأنها قيمتها تنخفض بشكل كبير بعد السنة الأولى من الاستخدام. عند حساب النفقات العامة للتصنيع، يستخدم المحاسبون طريقتين بشكل أساسي: طريقة القسط الثابت وطريقة الرصيد المتناقص.

#### الضرائب العقارية على مرافق الإنتاج
كل الممتلكات الفردية ما لم تكن مملوكة للحكومة تخضع لشكل من أشكال ضريبة الممتلكات. لذلك تُصنف الضرائب على مصانع الإنتاج على أنها نفقات تصنيع عامة لأنها تكاليف لا يمكن تجنبها أو إلغاؤها. بالإضافة إلى ذلك لا تتغير ضرائب الممتلكات فيما يتعلق بأرباح أو مبيعات الشركة، ومن المرجح أن تظل كما هي ما لم تتغير من قبل الإدارة الحكومية.

#### استئجار مبنى المصنع
ما لم تقرر الشركة شراء الأراضي وبناء مصنعها الخاص، فستكون مضطرة لنوع من الإيجار بسبب مقدار رأس المال المطلوب لبناء مصنع مملوك للقطاع الخاص. كما يجب دفع هذا الإيجار إلى المالك على أساس منتظم بغض النظر عن أداء العمل. على الرغم من أن إيجار المبنى يوفر منصة مادية للشركة لتصنيع منتجاتها وخدماتها، فإنه ليس مساهماً مباشراً في هذه العملية.

#### مَرافق المصنع
قد يختلف هذا اعتماداً على كيفية تنظيم فاتورة المرافق. في حالة كونها نفقات عامة فيتم التفاوض المسبق على فاتورة المرافق وهذا يعني أن فاتورة المرافق الشهرية ستكون هي نفسها بغض النظر عن المبلغ الذي يستهلكه المصنع بالفعل. وهذا على صلة ببلدان مختلفة تقدم خيار فواتير المرافق العامة الموحدة. ومع ذلك، ونظراً للاستهلاك الكبير للكهرباء والغاز والمياه في معظم المصانع، تميل معظم الشركات إلى عدم استخدام فواتير مرافق موحدة لأنها عادةً تكون أكثر تكلفة. حتى أن الحكومات في كثير من الأحيان لا تشجع فواتير المرافق الموحدة لأنها تؤدي إلى إهدار الموارد ومن العوامل الخارجية السلبية للإنتاج.